# Athemus pallidocincta
Athemus pallidocincta is een keversoort uit de familie soldaatjes (Cantharidae). De wetenschappelijke naam van de soort werd in 1921 gepubliceerd door Maurice Pic.